# Лучшие из лучших 3
«Лучшие из лучших 3» (англ. Best of the Best 3: No Turning Back) — американский фильм в жанре боевик  1995 года режиссера Филлип Ри.
Третья часть серии фильмов Лучшие из лучших.
Фильм был выпущен сразу на видео.

## Сюжет
В городке Либерти злобная группа неонацистов терроризирует население. Совсем недавно они убили афроамериканского пастора и сожгли его церковь. Навещая свою сестру и зятя в Либерти, Томми Ли столкнулся с лидером банды Донни Хансеном и оказывается втянутым в конфликт, когда на его сестру нападают в машине. Позже банда пытается запугать школьную учительницу по имени Марго Престон на местной ярмарке, но вмешивается Томми и отбивается от них.
Тем временем в городе проходят слушания о том, продавать ли участок земли на окраине маленького городка неонацистам, которые устроили на этой земле свою штаб-квартиру. Марго и Томми присоединяются к жителям города и убеждают городской совет отклонить продажу земли.
После этого поражения неонацисты вооружаются и начинают нападение на семью Томми. Спасая Марго от попытки изнасилования, Томми возвращается домой и обнаруживает, что его сестра сильно избита. Он и его шурин, местный шериф Джек Бэннинг, решают взять дело в свои руки и вторгнуться на тщательно охраняемую базу группы, где дети Джека взяты в заложники. После долгой решающей драки Томми спасает детей, и побеждает Хансена в единоборстве, но отказывается убивать его. Когда Томми отворачивается, Хансен целится в него из оружия, побуждая местного подростка по имени Оуэн Такер выстрелить в Хансена, тем самым установив новый порядок в городе. Конечная сцена показывает, как ребёнок убитого пастора читает Библию.

## В ролях
- Филлип Ри - Tommy Lee
- Кристофер Макдональд - Sheriff Jack Banning
- Джина Гершон - Margo Preston
- Марк Ролстон - Donnie Hansen
- Питер Симмонс - Owen Tucker
- Кристина Лосон - Karen Banning
- Ди Уоллес-Стоун - Georgia
- Майкл Бэйли Смит - Tiny
- Джастин Брентли - Luther Phelps Jr.
- Андра Р. Уорд - Rev. Luther Phelps Sr.